# Rogério Panizzutti
Rogério Arena Panizzutti (Rio de Janeiro, 1976) é um médico e neurocientista brasileiro. Especialista em psiquiatria, possui doutorado e pós-doutorado em neurociência. É professor da Universidade Federal do Rio de Janeiro, apresentou palestras e entrevistas no Brasil e no exterior, e escreveu diversos artigos e capítulos de livros.

## Biografia
Formou-se em medicina pela Universidade Federal do Rio de Janeiro (1999). Fez doutorado na Universidade Federal do Rio de Janeiro com período sanduíche no Novartis Institute for BioMedical Research na Suíça (2004). Orientado pelos doutores Herman Wolosker e Markus Rudin, durante o doutorado fez importantes contribuições sobre o neuromodulador D-serina. 
Rogério é professor da Universidade Federal do Rio de Janeiro desde 2004, atuando no Instituto de Ciências Biomédicas (ICB) e no Instituto de Psiquiatria (IPUB) da UFRJ. Ele é pesquisador do CNPq e Cientista do Nosso Estado pela FAPERJ. 
Em 2006 recebeu o título de Especialista em Psiquiatria da Associação Brasileira de Psiquiatria. Entre 2007 e 2010 esteve na University of California, San Francisco para fazendo pós-doutorado com o Prof. Michael Merzenich, um pioneiro no estudo da plasticidade cerebral e sua aplicação para o aprimoramento das funções do cérebro, e a Profa. Sophia Vinogradov, uma líder na aplicação clínica do treino cognitivo digital na psiquiatria. Durante este período descreveu mudanças moleculares relacionadas a plasticidade cerebral e estudou fatores genéticos que afetam a resposta ao treino cognitivo digital baseado em plasticidade. Ao retornar ao Brasil fundou a empresa de NeuroForma Tecnologias, com o intuito de trazer e estudar o treino cognitivo digital para a população brasileira. 
Em reconhecimento ao seu trabalho Rogério recebeu diversos prêmios. Por seu trabalho de doutorado ele ganhou o Prêmio Jovem Talento em Ciências da Vida, patrocinado pela G&E Healthcare, e o Young Latin American Scholars Award da American Society for Neurochemistry, concorrendo com cientistas de toda a América Latina. Para o seu pós-doutorado ele foi agraciado com duas prestigiosas bolsas de pesquisa: Human Frontier Science Program e John G. Nicholls Fellowship da International Brain Research Organization (IBRO).
Em 2010, Rogério foi indicado membro afiliado da The World Academy of Sciences (TWAS). Em 2012 foi indicado como Futuro Líder pelo Science and Technology for Society (STS) Forum em Kyoto, no Japão. Em 2013 foi indicado Jovem Líder Médico pelo Interacademy Medical Panel no World Health Summit em Berlin, na Alemanha. 
Ele coordena o Laboratório de Neurociência e Aprimoramento Cerebral (LabNACe) da UFRJ, que estuda a neuroplasticidade cerebral e como podemos utilizá-la para melhorar o funcionamento do cérebro e impedir o declínio no envelhecimento e em várias condições neuropsiquiátricas, como a esquizofrenia e o transtorno bipolar do humor. Além disso, estuda biomarcadores que possam auxiliar no diagnóstico e acompanhamento do envelhecimento e de transtornos neuropsiquiátricos, como a depressão. 
Em 2017, Rogério foi indicado Atlantic Fellow do Global Brain Health Institute. Este novo instituto trabalha para reduzir a escala e o impacto da demência em todo o mundo, treinando e apoiando uma nova geração de líderes para traduzir as pesquisas científicas em políticas e práticas efetivas. Neste ano trabalhou no Trinity College Dublin com o Prof. Brian Lawlor, grande referência mundial da psiquiatria geriátrica.  
O LabNACe vem oferecendo treino cognitivo digital para a comunidade através da Academia do Cérebro, projeto de extensão da UFRJ que já atendeu centenas de usuários. Com a pandemia de COVID-19 o projeto passou a oferecer o treino cognitivo digital para idosos de uma forma completamente remota, com auxílios financeiros da Alzheimer's Association e do Atlantic Institutes.  Essa abordagem de contato e treinos remotos permitirá a inclusão de idosos socialmente isolados em uma atividade lúdica e promotora de saúde que podem realizar em segurança de suas casas. 